# Melpomene (Schiff)
Die Melpomene ist ein 1895 in Boitzenburg für den Lägerdorfer Schiffer Claus Lemburg gebauter Besanewer, der auch als Christina und Eule fuhr.

## Geschichte
Der Besanewer entstand als Melpomene auf der Werft von E. Niemand. Er hat eine Länge über alles von 19,55 m, eine Breite von 4,07 m und einen Tiefgang von 1,15 m. Die Segelfläche beträgt 115 m².
Im Jahr 1909 erwarb der Sohn Johannes Lemburg die Melpomene von seinem Vater und 1926 kaufte Johannes Wicht das Schiff mit neuem Heimathafen Wilster. Ab 1929 ließ Wicht einen 12 PS Glühkopfmotor einbauen und der Besan wurde abgeriggt. Auf der ersten Reise mit dem neuen Motor fiel der Schiffer über Bord und ertrank. Die Witwe Maria geb. Bösch heiratete den Schiffer Emil Hasch, der die Melpomene dann weiter führte.
Im Herbst 1939 lief der Ewer vor der Störmündung auf Grund und lief voll Wasser. Es wurde durch die Feuerwehr Wewelsfleth leer gepumpt und wieder flottgemacht.
In der Zeit des Zweiten Weltkrieges wurde der Schiffer eingezogen und die Melpomene bis 1947 stillgelegt. Als ihr Mann schwer krank aus dem Krieg zurückkam, macht Frau Miede in Brunsbüttel das Steuermannspatent für die kleine Küstenschifffahrt. Sie fuhr das Schiff als Schiffsführerin bis 1960 und es diente als Christina danach dem Müller H. Martens der Rumflether Mühle „Aurora“ aus Wilster zum Transport von Futtermitteln. 1976 erwarb Bernd Schmiel das Schiff und baute es zurück zum Besanewer, den er dann „Eule“ nannte. Seit 1984 ist der Ewer wieder unter Segeln in Fahrt.

### Gemeinnützige Stiftung Quäkerhäuser
2007 (nach anderer Quelle 2010) wurde der 31 t Besan-Segler mit Plattboden an die gemeinnützige Stiftung Quäkerhäuser für Soziale Arbeit in Buchholz in der Nordheide verkauft, die den Ewer mit Unterstützung durch die Wirtschaftsförderungsgesellschaft des Landkreises Harburg (WLH) als Beschäftigungsprojekt von Jugendlichen ohne Lehrstelle restauriert. Unter fachlicher Anleitung des Werftbesitzers Christian Eckhoff in Hoopte wurde das Segelschiff Melpomene auf der Schiffswerft August Eckhoff repariert und überholt. Es erhielt u. a. neue Masten, um es nach Fertigstellung 2014 mit Heimathafen Stöckte für Jugendfreizeiten wieder in Fahrt zu bringen.

### Verein zur Förderung traditioneller Seefahrt und Seemannschaft
Ab 2014 wurde die Melpomene vom Verein zur Förderung traditioneller Seefahrt und Seemannschaft e. V. übernommen und von Besatzungsmitgliedern anderer größerer Traditionssegler wie Thor Heyerdahl, Nobile und Fridtjof Nansen in Fahrt gehalten. Im Rahmen der Zusammenarbeit mit dem Thor Heyerdahl e. V. erfolgt ein anspruchsvolles Aus- und Fortbildungsprogramm. Dabei wird das traditionelle Wissen und die aktuelle Seemannschaft weitergegeben. Es erstreckt sich neben dem traditionellen Handwerk sowie Seemannschaft besonders über Erlebnispädagogik aus See in Sturm und Wellen. Die Melpomene dient wie ursprünglich vorgesehen als Bildungsstätte und Ausbildungsschiff in Fahrt.
Es ist eines der letzten dieser Schiffe dieser Zeit und gehört zum maritimen Erbe der Hamburger Metropolregion. Es ist heute mit einem Motor vom Typ Deutz-Diesel SA 4M 517 ausgestattet, die Kombüse hat einen Gasherd mit 4 Brennern und außerdem sind ein 80 Liter Boiler, WC und Dusche, 900 Liter Abwassertank und ein 1000 Liter Trinkwassertank vorhanden. 12 Kojen bieten ausreichend Schlafplätze und in der Messe befindet sich ein großer Tisch für 12 Personen.